# Solovay-Strassen-Test
Der Solovay-Strassen-Test (nach Robert M. Solovay und Volker Strassen) ist ein probabilistischer Primzahltest. Der Test prüft für eine ungerade Zahl n, ob sie prim oder zusammengesetzt ist. Im letzteren Fall liefert der Test jedoch im Allgemeinen keinen Faktor der Zahl n.
Der Solovay-Strassen-Test ist, wie der Miller-Rabin-Test, ein Monte-Carlo-Algorithmus. Das heißt, er liefert nur mit einer gewissen Wahrscheinlichkeit (50 %) eine Aussage. Durch Wiederholung kann diese Wahrscheinlichkeit aber beliebig vergrößert werden. Ergibt der Test (wiederholt) keine Aussage, so lässt sich dies als „n ist wahrscheinlich eine Primzahl“ interpretieren.

## Vorgehensweise
Zu einer ungeraden Zahl {\displaystyle n}, welche auf Primzahleigenschaft zu testen ist, wird zufällig eine natürliche Zahl {\displaystyle a} mit {\displaystyle 1<a<n} gewählt. Bei mehrfacher Durchführung des Tests sind für {\displaystyle a} jeweils neue Werte zu wählen.
- Es wird der größte gemeinsame Teiler {\displaystyle g:=\operatorname {ggT} (a,n)} berechnet. Falls {\displaystyle g>1} gilt, so ist {\displaystyle g} ein echter Teiler von {\displaystyle n}. Damit ist {\displaystyle n} keine Primzahl und der Test wird beendet.
- Berechne

{\displaystyle b:=a^{\frac {n-1}{2}}\mod n}
Gilt {\displaystyle 1<b<n-1}, so kann {\displaystyle n} nach dem Satz von Euler keine Primzahl sein und der Test wird beendet. Ist aber {\displaystyle b=1} oder {\displaystyle b=n-1}, kann es sich bei {\displaystyle n} um eine Eulersche Pseudoprimzahl handeln und der folgende Schritt muss noch ausgeführt werden.
- Berechne das Jacobi-Symbol {\displaystyle J(a,n)}. Falls {\displaystyle n} eine Primzahl ist, so muss {\displaystyle J(a,n)\equiv b\ mod\ n} gelten. Gilt dies nicht, kann {\displaystyle n} keine Primzahl sein und der Test ist beendet.
- Falls die Berechnungen nacheinander {\displaystyle g=1,b=1} oder {\displaystyle b=n-1,J(a,n)\equiv b\ mod\ n} ergeben, liefert der Solovay-Strassen-Test keine Aussage, {\displaystyle n} ist also eventuell eine Primzahl.

## Bewertung
Um die Güte des Solovay-Strassen-Tests zu bewerten, muss unterschieden werden, ob {\displaystyle n} eine Primzahl ist oder nicht.
- Falls {\displaystyle n} eine Primzahl ist, liefert der Test immer das korrekte Ergebnis (nämlich „keine Aussage“).
- Falls {\displaystyle n} keine Primzahl ist, ist die Wahrscheinlichkeit, im ersten Schritt des Tests ein {\displaystyle a} zu wählen, so dass der Test ein falsches Ergebnis liefert, kleiner als 1/2 (siehe unten: Falsche Zeugen).

Um die Güte des Tests für Nichtprimzahlen zu erhöhen, wird der Test mit unabhängig gewählten zufälligen Basen {\displaystyle a}  hinreichend oft wiederholt. Wenn der Test {\displaystyle k}-mal wiederholt wird, dann ist die Wahrscheinlichkeit, dass in allen {\displaystyle k} Wiederholungen das Ergebnis „keine Aussage“ lautet (obwohl {\displaystyle n} keine Primzahl ist), kleiner als {\displaystyle 1/2^{k}}. Dies ist eine pessimistische Schätzung – in den meisten Fällen wird die Güte wesentlich besser sein.

## Effizienz
Der Solovay-Strassen-Test ist effizient, da der ggT, die Potenzen und das Jacobi-Symbol effizient berechnet werden können.

## Beispiel
Am Beispiel der zusammengesetzten Zahl {\displaystyle n=91} (einer Fermatschen Pseudoprimzahl zu – beispielsweise – den Basen 17, 29) wird ein möglicher Ablauf des Tests gezeigt:
Ist 91 eine Primzahl?
Test 1:{\displaystyle a=29}
{\displaystyle g=\operatorname {ggT} (29,91)=1,\,\,b=29^{45}\equiv 1({\text{mod }}\,91),\,\,J(29,91)=1\equiv b{\text{ mod }}91\implies {\text{ Primzahl nicht ausgeschlossen }}}
Test 2: {\displaystyle a=17}
{\displaystyle g=\operatorname {ggT} (17,91)=1,\,\,b=17^{45}\equiv -1({\text{mod }}\,91),\,\,J(17,91)=-1\equiv b{\text{ mod }}91\implies {\text{Primzahl nicht ausgeschlossen}}}
Test 3: {\displaystyle a=23}
{\displaystyle g=\operatorname {ggT} (23,91)=1,\,\,b=23^{45}\equiv 64({\text{mod }}\,91)\implies {\text{keine Primzahl}}}

## Falsche Zeugen
Sei n > 2 eine ungerade, zusammengesetzte Zahl.

Eine zu {\displaystyle n} teilerfremde Zahl {\displaystyle a} heißt falscher Zeuge für die Primalität von {\displaystyle n} bezüglich des Solovay-Strassen-Tests, falls
{\displaystyle a^{\frac {n-1}{2}}\equiv J(a,n)\mod n}.
Für {\displaystyle n=91} sind also die Basen {\displaystyle a=17,29} falsche Zeugen. Da die Menge der falschen Zeugen eine Untergruppe der multiplikativen Gruppe {\displaystyle (\mathbb {Z} /n)^{*}} mit Ordnung  kleiner oder gleich {\displaystyle {\frac {\varphi (n)}{2}}} bildet (dabei bezeichnet {\displaystyle \varphi } die Eulersche φ-Funktion, die die Anzahl der teilerfremden Zahlen kleiner als {\displaystyle n} angibt) und {\displaystyle \varphi (n)<n} gilt, sind höchstens die Hälfte aller zur Auswahl stehenden Basen {\displaystyle a} falsche Zeugen. Daher erreicht man bei {\displaystyle k} Durchläufen eine Wahrscheinlichkeit für einen Fehler (d. h., eine zusammengesetzte Zahl wird nicht als solche erkannt), die kleiner als {\displaystyle 1/2^{k}} ist.

## Was steckt hinter dem Solovay-Strassen-Test?
Der Solovay-Strassen-Test beruht auf zwei Primzahl-Eigenschaften:
Die eine ist der Eulersche Satz: Für jede Primzahl p > 2 gilt
{\displaystyle a^{\frac {p-1}{2}}\equiv \pm 1{\pmod {p}}} .
Mit diesem Kriterium werden alle Zahlen herausgesiebt, die weder Primzahlen noch Eulersche Pseudoprimzahlen zur Basis a sind.
Die andere Eigenschaft verbindet dies mit dem Legendre-Symbol: Für jede Primzahl p > 2 gilt
{\displaystyle a^{\frac {p-1}{2}}\equiv {\Big (}{\frac {a}{p}}{\Big )}{\pmod {p}}} .
Da man bei den zu testenden Zahlen nicht davon ausgehen darf, dass es sich um Primzahlen handelt, benutzt man das Jacobi-Symbol.
 
Damit fallen auch jene eulerschen Pseudoprimzahlen raus, für die {\displaystyle a^{\frac {n-1}{2}}\equiv \left({\frac {a}{n}}\right){\pmod {n}}} nicht gilt; es bleiben nur noch Primzahlen und Euler-Jacobi-Pseudoprimzahlen übrig.